# Iglesia de Santiago Apóstol (Losar de la Vera)
La iglesia de Santiago Apóstol es un edificio de la localidad española de Losar de la Vera, en la provincia de Cáceres. Cuenta con el estatus de bien de interés cultural.

## Descripción
Presenta construcción de mampostería y sillería, esta última empleada sobre todo en la cabecera, en la bóveda del presbiterio, en las arquerías y pilares del interior y en los refuerzos y esquinas. El cuerpo del templo es rectangular y el ábside, de estructura pentagonal y con potentes contrafuertes en los ángulos descuella por la zona saliente. Tres portadas permiten el acceso al interior: la del Evangelio, con un arco de medio punto sencillamente moldurado; la de la Epístola, que es muy simple, y la más significativa, la de los pies, un excepcional ejemplar de estilo gótico hispano-flamenco que encaja entre dos contrafuertes, con forma de arco levemente apuntado y embellecido con cuatro arquivoltas góticas, rematado por un conopio todo ello cobijado por un alfiz que encierra el escudo de los Reyes Católicos que data del 1479-1491.
El interior se articula en tres naves divididas en cuatro tramos por seis pilares. Las naves se cubrieron con techumbre de madera. En el siglo XX, la central se cubre con bóveda de cañón de cemento y las laterales con viguetas y bovedillas, reformadas recientemente.
El coro sito a los pies, se alza sobre tres arcos, carpanel el central y de medio punto los laterales, cubriéndose con estructura de madera. Es notable la cornisa lignaria que se alza sobre los arcos; sorprenden los modillones ornados con temas renacientes: cabezas fantásticas, humanas y animalísticas. Posiblemente se realizó a mediados del siglo XVI.
La torre es una construcción moderna, realizada en 1951, ya que la antigua fue derrumbada por una tormenta en 1935. Se pudieron recuperar las campanas. Datando la más antigua del año 1880 y la más moderna de 1950. Curioso es también el reloj de la torre, con un complicado mecanismo de cuerda y pesa, marca las horas en punto y las medias.
El conjunto de la iglesia se edificó en el último cuarto del siglo XV (1480), como lo demuestra el escudo de los Reyes Católicos, dilatándose las obras hasta la mitad del siglo XVI. Se llevaron a cabo continuas ampliaciones en los años 1689, 1797 y 1951, como aparecen en inscripciones sitas en el muro de la epístola.
En lo referente a bienes muebles, puede destacarse un órgano del año 1616; un Santiago del Caballo del siglo XVIII; una Santa Ana del siglo XIII, un Cristo yacente con los brazos articulados de la Escuela Castellana del siglo XVII; una Dolorosa de vestir del siglo XVIII; un Cristo amarrado a la Columna; un Nazareno de vestir del siglo XVIII; un San Antonio Abad del siglo XVII; restos de un retablo del siglo XVIII; así como un importante retablo del siglo XVII en el testero de la capilla del Cristo del Sepulcro, con dos cuerpos y tres calles, con dos óleos sobre lienzo de la Virgen María y la Santa Fardel del siglo XVI. De extraordinaria relevancia es el tesoro de platería: una cruz procesional y un cáliz de 1540. En un lateral del ábside se encuentra una lámpara de plata del año 1681.
El 25 de mayo de 2022 fue declarada bien de interés cultural, con la categoría de monumento, mediante un decreto publicado el 1 de junio de ese mismo año en el Diario Oficial de Extremadura.